# Josef Wiora
Josef Wiora (* 2. Oktober 1892 in Beuthen; † 2. August 1971 in Ost-Berlin) war ein deutscher Politiker (KPD) und Gewerkschaftsfunktionär.

## Leben und Wirken
Josef Wiora besuchte die Volksschule in Beuthen. Danach arbeitete er als Eisenbahnarbeiter in Hindenburg Oberschlesien. Im Jahr 1916 trat er der Sozialdemokratischen Partei Deutschlands (SPD) bei. Nach der Novemberrevolution wurde Wiora Mitglied der Unabhängigen Sozialdemokratischen Partei Deutschlands (USPD). Ende 1920 trat er mit dem linken Flügel der USPD zur Kommunistischen Partei Deutschlands (KPD) über.
Ab 1912 war Wiora gewerkschaftlich organisiert. Ab 1919 übernahm er Funktionen im Deutschen Eisenbahner-Verband (DEV), dem späteren Einheitsverband der Eisenbahner Deutschlands (EdED). 1927/28 war er Mitglied des Beirates des Vorstandes des Verbandes. Zugleich war er Delegierter der Generalversammlung des EdED im Jahr 1928. Ab 1929 engagierte sich Wiora verstärkt für die Revolutionäre Gewerkschafts-Opposition (RGO). Aufgrund der Betätigung für die RGO wurde er im gleichen Jahr aus dem EdED ausgeschlossen. Daraufhin übernahm Wiora die Leitung des RGO-Bezirkskomitees in Oberschlesien.
Im Juli 1932 wurde Wiora für seine Partei als Kandidat für den Wahlkreis 9 (Oppeln) in den Reichstag gewählt, dem er bis zum November 1932 angehörte. Daneben war er von 1930 bis Anfang 1933 Mitglied des oberschlesischen Provinzialtages.
Nach der Machtübernahme der Nationalsozialisten beteiligte sich Wioara aktiv am Widerstand. Er übernahm Funktionen in der illegalen KPD in Oberschlesien. 1937 emigrierte er in die Tschechoslowakische Republik (ČSR). Auch von hier aus betätigte er sich für illegale kommunistische Parteistrukturen. Aktiv war er im Grenzabschnitt "Waldenburger Industriegebiet" und Jägrendorf, wo illegales Druckmaterial über die "Grüne Grenze" ins Deutsche Reich geschmuggelt wurde. Zugleich war er Verbindungsmann zur illegalen KPD-Abschnittsleitung, die damals in Prag ansässig war. Im Zusammenhang mit der Besetzung der ČSR flüchtete Wiora nach Frankreich. Doch dort durfte er nicht lange bleiben. Er wurde aus Frankreich ausgewiesen und emigrierte nach Großbritannien. Dort wurde er im Zusammenhang mit dem Beginn des Zweiten Weltkrieges als „feindlicher Ausländer“ nach Australien deportiert und interniert.
Wiora, der seit 1947 in Berlin lebte, beteiligte sich aktiv am Neuaufbau der Gewerkschaften in Groß-Berlin und der Sowjetischen Besatzungszone (SBZ). Einige Zeit war er der Sekretär von Roman Chwalek. Von 1947 bis 1958 war Wiora Mitarbeiter im Bezirksvorstand Groß-Berlin des Freien Deutschen Gewerkschaftsbundes und im Zentralvorstand der IG Eisenbahn, deren Aufbau er maßgeblich koordinierte.
Heute lagert Wioras Nachlass in der Stiftung Archiv der Parteien und Massenorganisationen der DDR im Bundesarchiv (SAPMO), in der Berliner Zweigstelle des Bundesarchives. Der Nachlass beinhaltet Materialien aus den Jahren 1952 bis 1968 und besitzt einen Umfang von 0,02 laufenden Regalmetern. Inhaltlich finden sich in ihm biographisches Material über Wiora, Glückwünsche und Material zur Geschichte der Eisenbahngewerkschaften.